# ファウンド・フッテージ (映像技法)
ファウンド・フッテージ（found footage）とは、映像製作において、レディメイド（仏: ready-made、英: found object）の映像素材（footage）を引用・流用する映像技法のこと。

## 商業映画
歴史的なファウンド・フッテージはドキュメンタリー映画の中で、視聴者にテーマをよりわかりやすくするための情報源として使われてきた。アメリカ合衆国の映画監督ケン・バーンズはテレビドキュメンタリー『野球』（1994年）において歴史的なアーカイブ映像に、オリジナルの音楽とナレーションをかぶせた。
劇映画の場合は信頼性を高めるために用いられる。疑似ドキュメンタリーの『オーソン・ウェルズのフェイク』（1973年）のエルミア・デ・ホーリーの映像はすべてBBCのドキュメンタリー番組からの流用だった。
スチュアート・クーパー監督の『兵士トーマス』（1975年）は、イギリスの帝国戦争博物館所有の第二次世界大戦のノルマンディー上陸作戦の記録映像を使うことでリアリズムを高めた。

## ミュージックビデオ
ミュージック・ビデオでは、テレビ、ニュース、ドキュメンタリー、クラシック（でカルトな）映画などたくさんのファウンド・フッテージが使われている。パブリック・エナミーやColdcutのビデオがその典型である。

## CM
日本には過去の映画、テレビドラマ、アニメのフッテージを引用・流用したCMがある。

## 実験映画
以下のような映像作家がファウンド・フッテージを使っている。
- マーティン・アーノルド（英語版） - [2][3]
- クレイグ・ボールドウィン[4]
- ダラ・バーンバウム（英語版）[5][6]
- アビゲイル・チャイルド[7][8]
- ブルース・コナー（英語版）[9][10][11]
- ジョゼフ・コーネル [12]
- ギー・ドゥボール
- フォルガーチ・ペーテル（英語版）[13][14]
- バーバラ・ハマー（英語版）[15][16]
- ケン・ジェイコブス（英語版）[17] [12][18]
- ブレット・モーゲン[19][20]
- マティアス・ミュラー
- ヴィヴィアン・オストロフスキー
- ポール・ファイファー
- リック・ プレリンガー[21]
- ルーサー・プライス[22]
- フィル・ソロモン[4][23]
- チック・ストランド[24][25]
- System D-128
- ペーター・チャーカスキー（英語版）[2]
- ルネ・ヴィエネ
- かわなかのぶひろ[26]

## 文献
- Cut: Film as Found Object in Contemporary Video, Stefano Basilico, Milwaukee Art Museum 2004.
- Found Footage Film, Cecilia Hausheer, Christoph Settele, Luzern 1992, ISBN 3-909310-08-7
- Films Beget Films, Jay Leyda, London, George Allen & Unwin 1964.
- Recycled Images: The Art and Politics of Found Footage Films, William C. Wees, Anthology Film Archives, New York: 1993.  ISBN 0-911689-19-2